# 枣园街道 (西安市)
枣园街道，是中华人民共和国陕西省西安市蓮湖區下辖的一个乡镇级行政单位。

## 行政区划
枣园街道下辖以下地区：
汉城北路社区、精密社区、冶金社区、公交一公司社区、枣园西路社区、三四零二社区、丰盛园社区、法士特社区、远东西社区、西钞西社区、利君西社区、中堡子社区、红光社区、三民社区、金家堡社区、曹家堡社区、汉城路中堡子社区、陈家寨社区、唐都花园社区、大马路村和杨围村。